# Schindhard

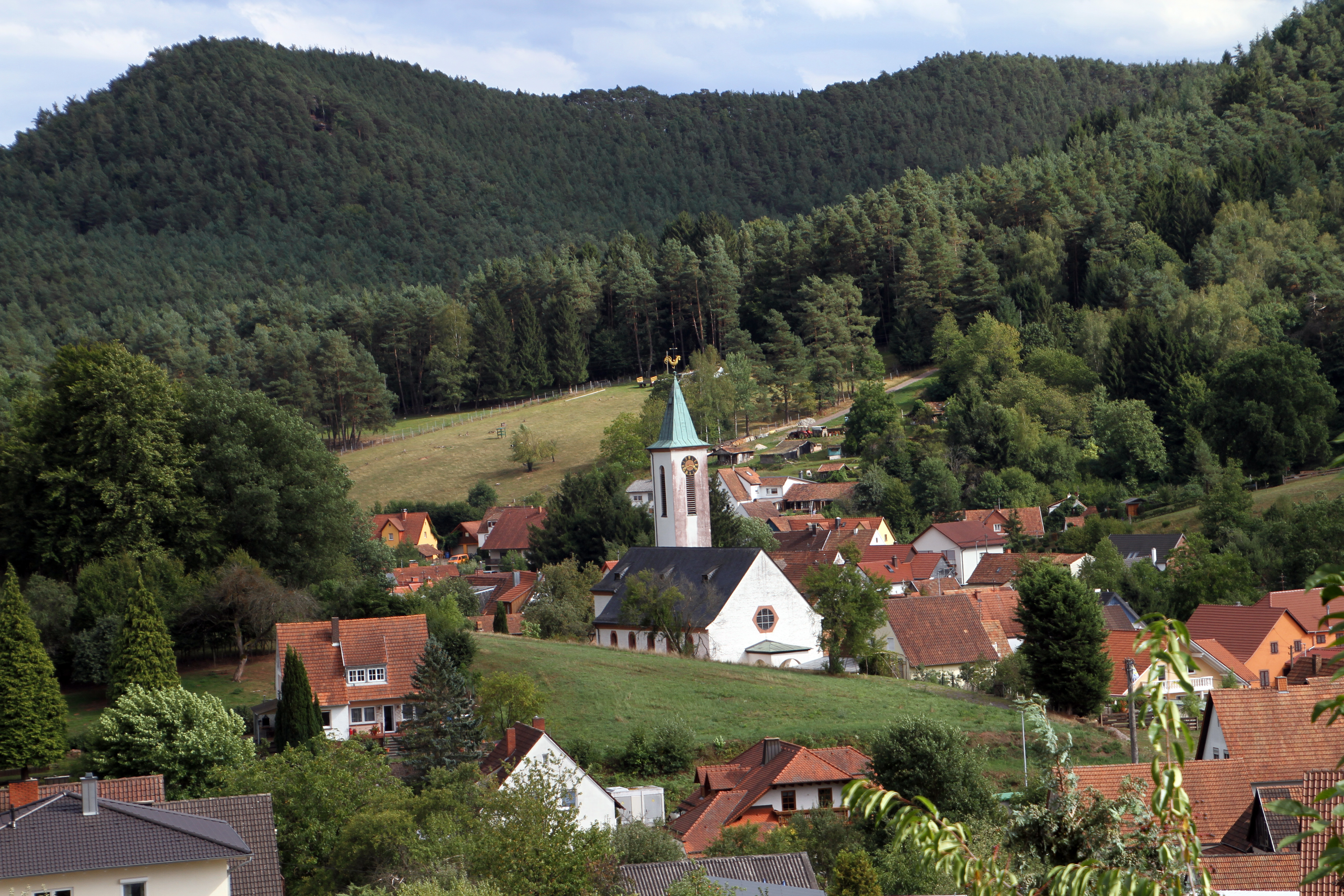
Ortsbild

Schindhard ist eine Ortsgemeinde im Landkreis Südwestpfalz (Rheinland-Pfalz). Sie gehört der Verbandsgemeinde Dahner Felsenland an, die ihren Verwaltungssitz in der Stadt Dahn hat und innerhalb derer sie gemessen an der Fläche die drittkleinste Ortsgemeinde darstellt.

## Geographie

### Lage
Schindhard liegt im Wasgau, der vom südlichen Pfälzerwald gebildet wird, in der Untereinheit Dahn-Annweiler Felsenland und innerhalb derer wiederum im Dahner Felsenland. Östlich von Schindhard verläuft das Bärenbrunner Tal.
Zu Schindhard gehören der Wohnplatz Sandbühlerhof sowie die Straße Wasgauschäferei beim Nachbarort Busenberg. Nachbargemeinden sind – im Uhrzeigersinn von Norden aus – Erfweiler, Busenberg, Bruchweiler-Bärenbach und die Stadt Dahn.

### Erhebungen
Im Norden des Gemeindegebiets an der Grenze zu Erfweiler erhebt sich der 399 m hohe Kahlenberg. Im Süden der Gemarkung erstreckt sich der 356 m hohe Dickenberg und im Südosten an der Grenze zu Busenberg der ebenfalls 356 m hohe Eichelberg. Unmittelbar nordöstlich des Siedlungsgebiets befindet sich zudem der 315 m hohe Mülleräckerberg.

### Gewässer
Schindhard befindet sich in einem engen linken Seitental der Lauter, die hier am Oberlauf Wieslauter genannt wird. Letztere bildet im Westen größtenteils die Gemarkungsgrenze zu Dahn, die in nördlicher Richtung durch den von links in sie mündenden Langenbach fortgesetzt wird. Durch das Schindharder Siedlungsgebiet fließt von Ost nach West der 3 km lange Kuhbach, ebenfalls ein linker Zufluss der Wieslauter. Im Süden bildet der Geiersteinbach die Grenze zu Bruchweiler-Bärenbach.

## Geschichte
Der Ort wurde 1445 erstmals als „Schinthartt“ urkundlich erwähnt. Die beiden Namensteile beziehen sich auf „schinden“ im Sinne von „zu Tod quälen, hinrichten“ und „Hartt“ für „Wald“ oder „Berg“; dies könnte auf eine Richtstätte hindeuten, die sich nahe der Siedlung im Wald beziehungsweise am Berg befand.
Von 1798 bis 1814, als die Pfalz zur Französischen Republik (bis 1804) und anschließend zum Napoleonischen Kaiserreich gehörte, war Schindhard in den Kanton Dahn eingegliedert. 1815 wurde der Ort Österreich zugeschlagen und wechselte bereits ein Jahr später in das Königreich Bayern. Ab 1818 war der Ort Bestandteil des Landkommissariats Pirmasens, das 1862 in ein Bezirksamt umgewandelt wurde.
1939 wurde Schindhard in den Landkreis Pirmasens (ab 1997 Landkreis Südwestpfalz) eingegliedert. Während des Zweiten Weltkriegs befand sich der Ort im Bereich der Roten Zone. Nach dem Krieg wurde die Gemeinde innerhalb der französischen Besatzungszone Teil des damals neu gebildeten Landes Rheinland-Pfalz. Im Zuge der ersten rheinland-pfälzischen Verwaltungsreform wurde der Ort Bestandteil der neuen Verbandsgemeinde Dahner Felsenland.

## Bevölkerung

### Einwohnerentwicklung
Entwicklung der Einwohnerzahl von Schindhard, die Werte von 1871 bis 1987 beruhen auf Volkszählungen:
| Jahr | Einwohner |
| ---- | --------- |
| 1815 | 199       |
| 1835 | 271       |
| 1871 | 256       |
| 1905 | 240       |
| 1939 | 379       |

| Jahr | Einwohner |
| ---- | --------- |
| 1950 | 359       |
| 1961 | 464       |
| 1970 | 526       |
| 1987 | 512       |
| 1990 | 525       |

| Jahr | Einwohner |
| ---- | --------- |
| 2000 | 617       |
| 2005 | 611       |
| 2011 | 580       |
| 2017 | 552       |
| 2023 | 529       |

### Religion
2012 waren 72,9 % der Einwohner katholisch und 11,0 % evangelisch. Die übrigen gehörten einer anderen Religion an oder waren konfessionslos.
Zuständig für die Katholiken sind das Bistum Speyer und das Dekanat Pirmasens, für die Evangelischen die Evangelische Kirche der Pfalz. Bis Ende 2015 gehörte Schindhard katholischerseits zur in Busenberg ansässigen Pfarrei St. Jakobus. Seit 2016 ist sie Bestandteil der Pfarrei Hl. Petrus mit Sitz in Dahn.

## Politik
Während des Deutschen Kaiserreichs war Schindhard Bestandteil des Reichstagswahlkreises Pfalz (Bayern) 4. Bei Bundestagswahlen gehört die Gemeinde zum Wahlkreis Pirmasens (bis 1965: Wahlkreis Zweibrücken). Bei Landtagswahlen war die Gemeinde von 1991 bis 2016 Bestandteil des Wahlkreises Pirmasens-Land. Aufgrund des Bevölkerungsrückgangs der Region wurde er aufgelöst, sodass Schindhard ab 2021 zum Wahlkreis Pirmasens gehört.

### Gemeinderat
Der Gemeinderat von Schindhard besteht aus zwölf Ratsmitgliedern, die bei der Kommunalwahl am 9. Juni 2024 in einer Mehrheitswahl gewählt wurden, und dem ehrenamtlichen Ortsbürgermeister als Vorsitzendem.
Die Sitzverteilung im Gemeinderat:
| Wahl | SPD               | SHZ               | WGR               | FWG               | Gesamt   |
| ---- | ----------------- | ----------------- | ----------------- | ----------------- | -------- |
| 2024 | per Mehrheitswahl | per Mehrheitswahl | per Mehrheitswahl | per Mehrheitswahl | 12 Sitze |
| 2019 | 3                 | 9                 | –                 | –                 | 12 Sitze |
| 2014 | per Mehrheitswahl | per Mehrheitswahl | per Mehrheitswahl | per Mehrheitswahl | 12 Sitze |
| 2009 | 4                 | –                 | 5                 | 3                 | 12 Sitze |
| 2004 | 3                 | –                 | 7                 | 2                 | 12 Sitze |

- SHZ = Wählergruppe „Schindhard hat Zukunft e. V.“

### Bürgermeister
Tobias Herberg (SHZ) wurde am 28. August 2019 Ortsbürgermeister von Schindhard. Bei der Direktwahl am 26. Mai 2019 setzte er sich  mit einem Stimmenanteil von 72,53 % gegen seinen Vorgänger Joachim Burkhart (SPD) durch, der das Amt zehn Jahre ausgeübt hatte. Davor hatte Otto Vogel dieses Amt inne. Bei der Direktwahl am 9. Juni 2024 wurde Herberg als einziger Bewerber mit 94,5 % für weitere fünf Jahre wiedergewählt.

### Wappen
| Wappen von Schindhard | Blasonierung: „Unter blauem Schildhaupt, darin ein silberner Turnierkragen, von Silber und Grün schräglinks geteilt, oben rechts eine blaue Lilie, unten links ein silbernes Schälmesser.“ |
| Wappen von Schindhard | Es wurde 1982 von der Bezirksregierung in Neustadt an der Weinstraße genehmigt. |

## Sehenswürdigkeiten und Kultur

### Kulturdenkmäler
Mit der in den Jahren 1927 und 1928 fertiggestellten katholischen Kirche St. Antonius, vier Fachwerkhäusern, einem Bildstock und einem Friedhofskreuz existieren vor Ort insgesamt sieben Objekte, die unter Denkmalschutz stehen.

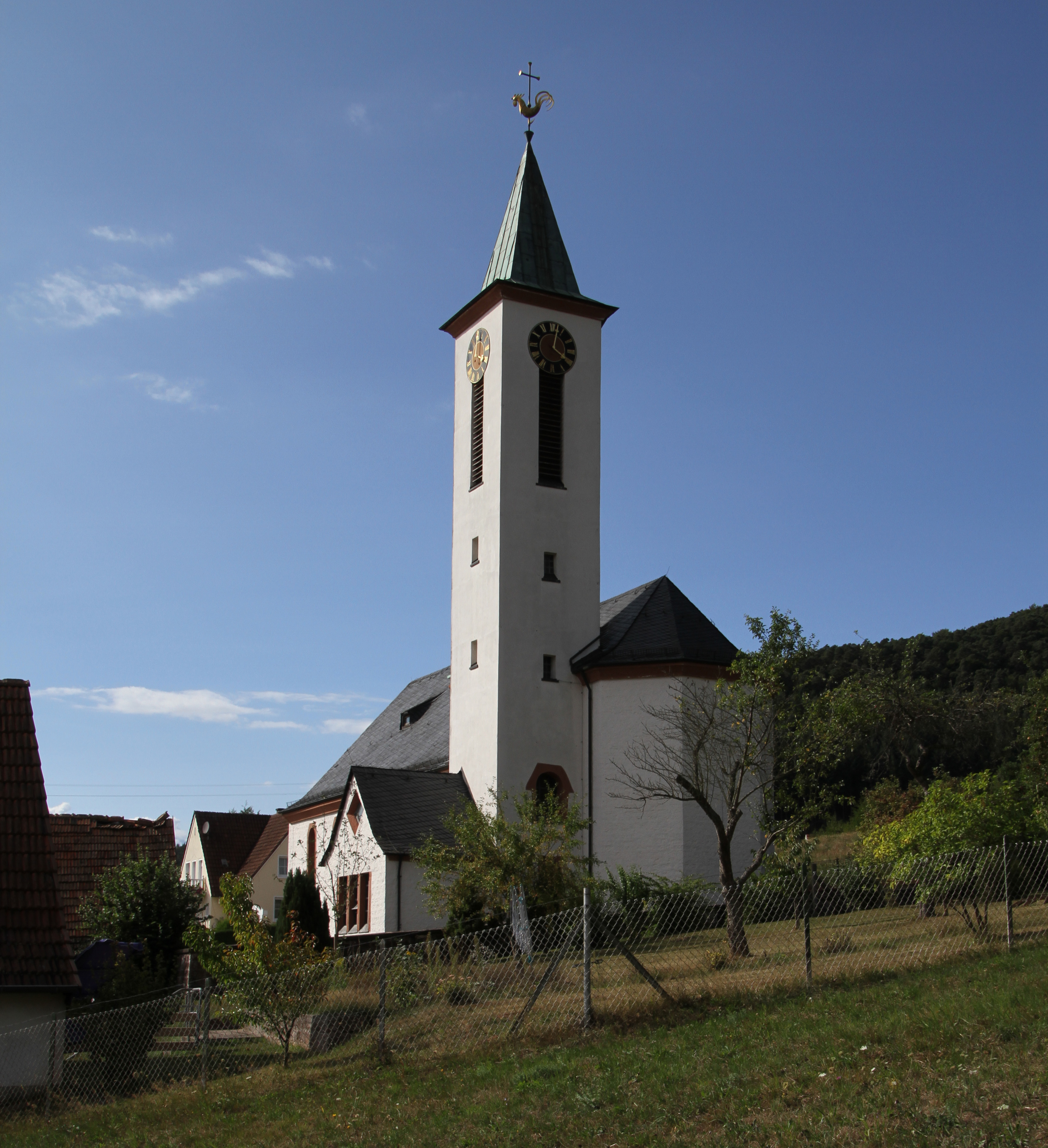
St.-Antonius-Kirche
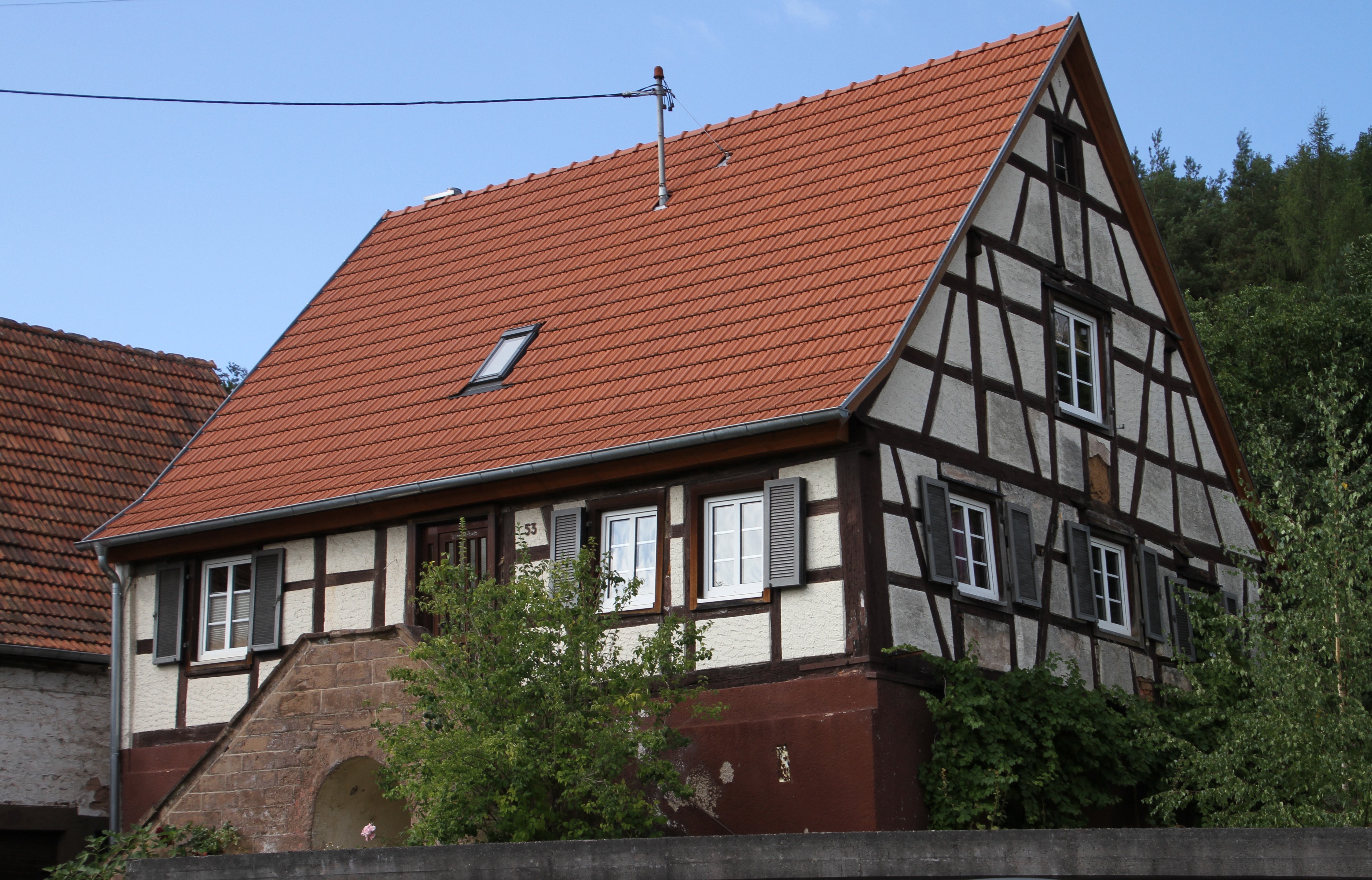
Fachwerkhaus Hauptstraße 53
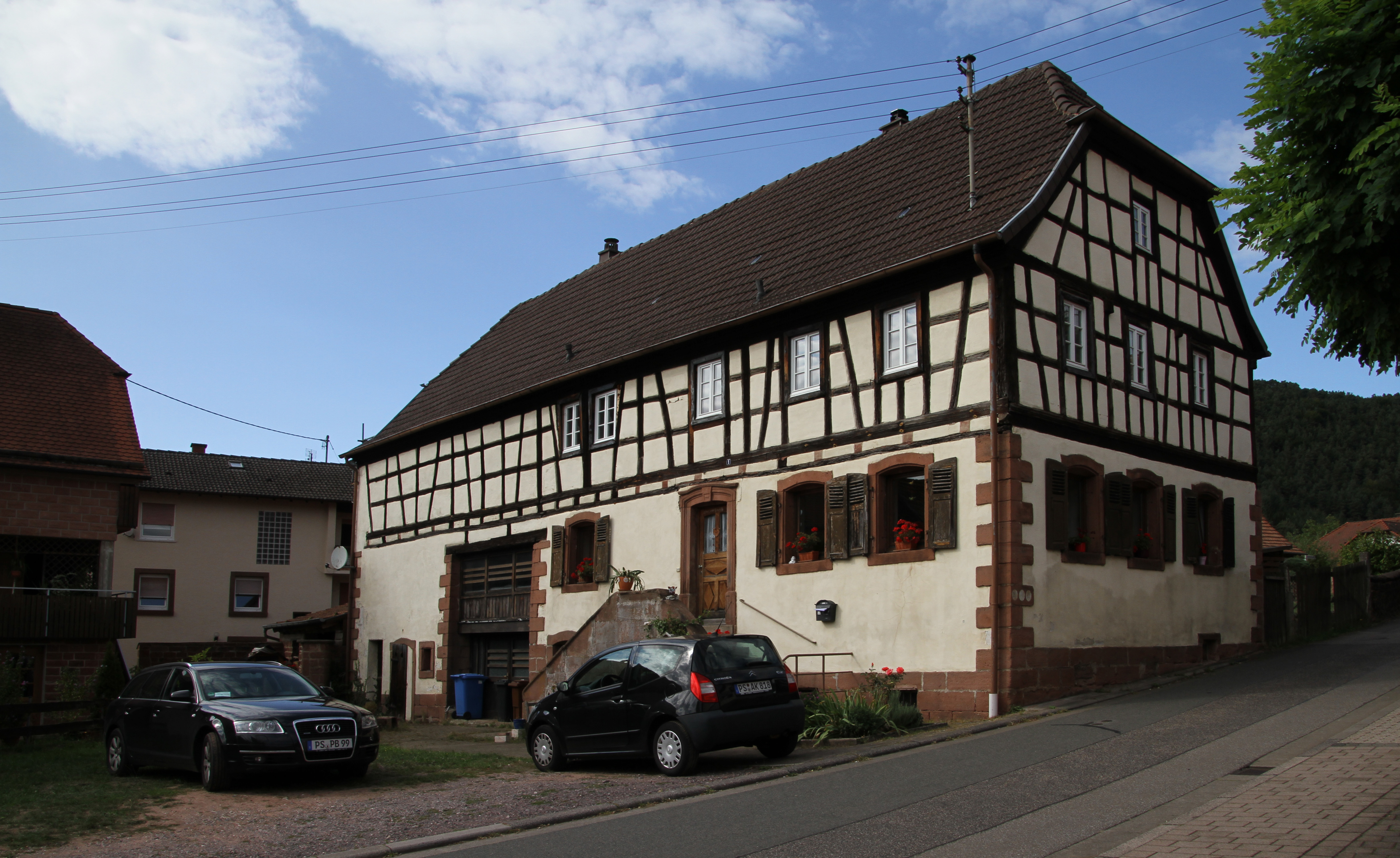
Fachwerkhaus Schulstraße 1
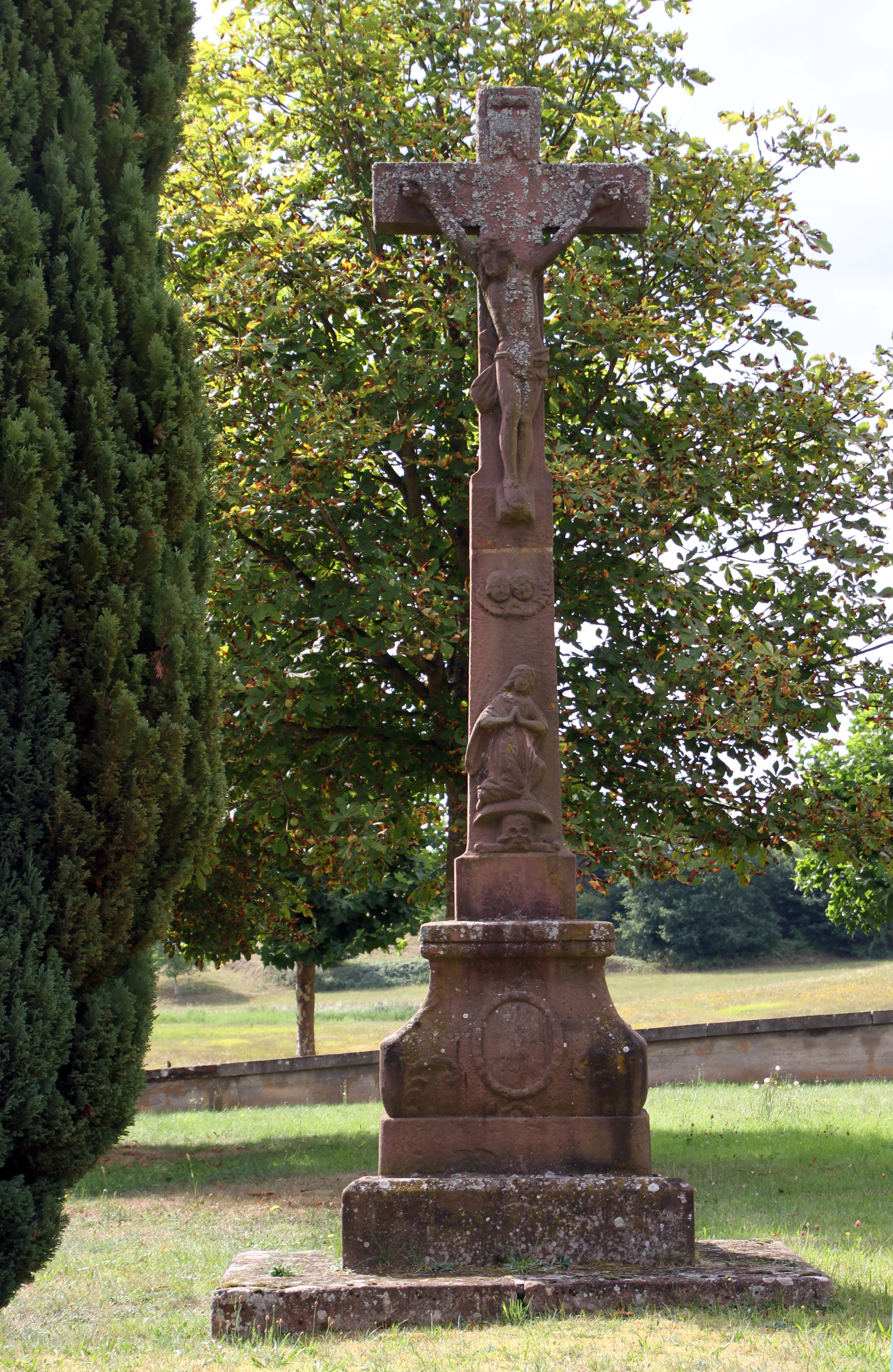
Friedhofskreuz
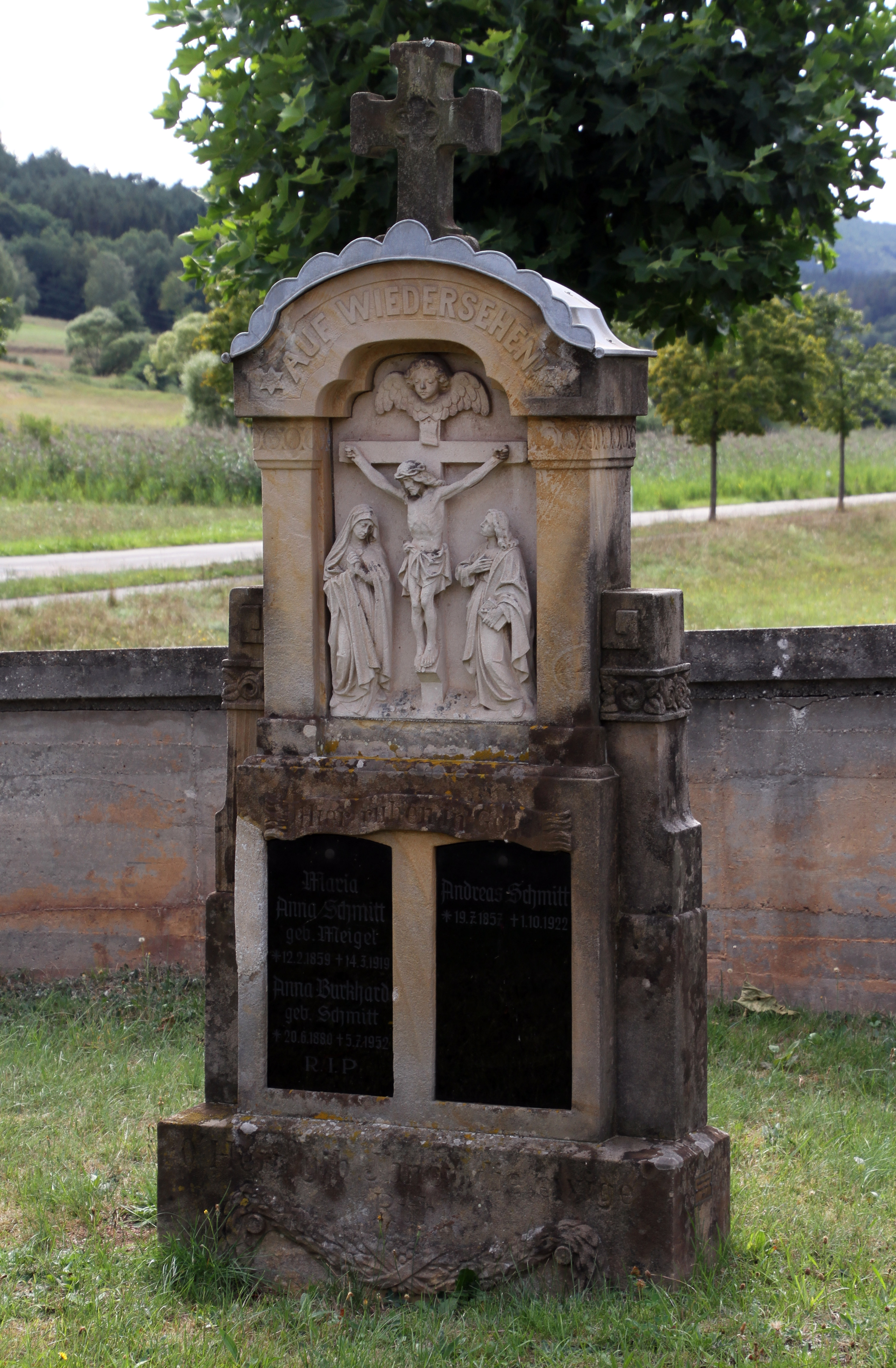
Bildstock als Grabdenkmal

### Natur
Die Ortsgemeinde liegt im Naturpark Pfälzerwald, der wiederum zum von der UNESCO geschützten Biosphärenreservat Pfälzerwald-Vosges du Nord gehört. Mit den Buntsandsteinfelsen Eilöchel und Sprinzel – beide außerhalb der Wohnbebauung – sind im Gemeindegebiet zwei Naturdenkmale ausgewiesen. Darüber hinaus ist die Gemeinde Bestandteil des Klettergebiets Pfälzer Wald.

### Vereine und Veranstaltungen
Seit 2012 veranstaltet der Erste Hägar Club Schindhard die Pfälzer Kubb Open.

## Wirtschaft und Infrastruktur

### Wirtschaft
Aufgrund der geographischen Gegebenheiten dominierte vor Ort jahrhundertelang die Forst- und Holzwirtschaft. Die örtlichen Waldgebiete unterstehen dem Forstamt Wasgau, das seinen Sitz in Dahn hat. Wichtigster Wirtschaftszweig in Schindhard ist mittlerweile der Tourismus. Viele Einwohner arbeiten als Pendler in den Räumen Pirmasens, Kaiserslautern, Landau und Wörth beziehungsweise Karlsruhe.

### Verkehr
Straße

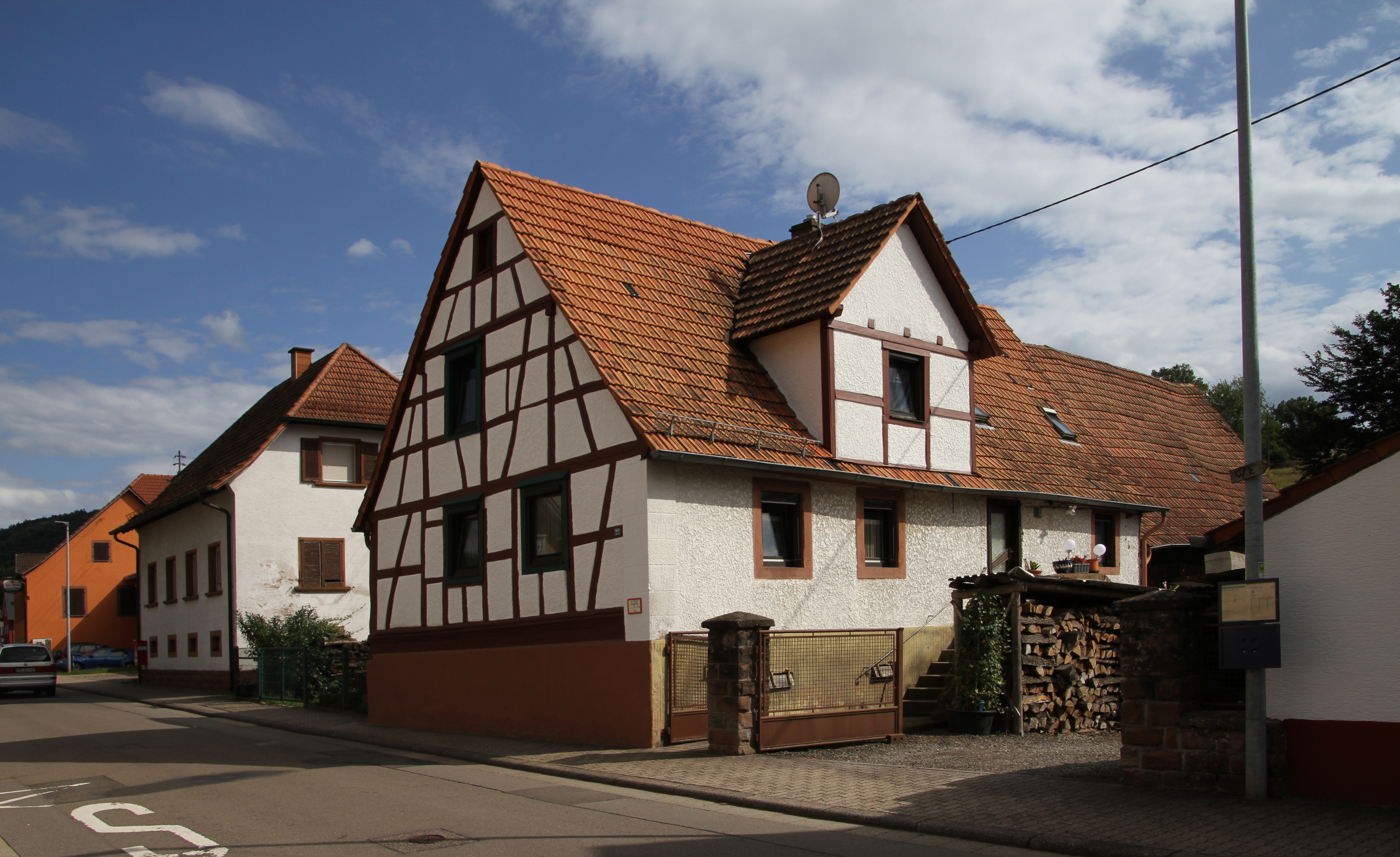
Kreisstraße 41 in Schindhard

Schindhard wird vom Wieslautertal aus, durch das die Bundesstraße 427 von Hinterweidenthal über Bad Bergzabern bis nach Kandel verläuft, vom Dahner Ortsteil Reichenbach her nach 1 km über die Kreisstraße 41 erreicht. Während die Bundesstraße zwar mitten durch die Gemarkung, jedoch abseits des Siedlungsgebiets verläuft, verbindet die Kreisstraße den Ort in westlicher Richtung mit dem benachbarten Dahn, dessen Kernstadt 3 km entfernt liegt, und im Osten mit dem zu Busenberg gehörenden Bärenbrunnerhof. Die Kreisstraße 85 stellt eine Verbindung zum Busenberger Kernort her. Durch den Südwesten des Gemeindegebiets verläuft außerdem die Landesstraße 489.
Schindhard ist über die montags bis freitags verkehrende Buslinie 545 des Verkehrsverbundes Rhein-Neckar, die von Bad Bergzabern nach Dahn verläuft, an das Nahverkehrsnetz angeschlossen. Neben dem Ort selbst bedient sie die Haltestelle Schindhard-Neuhof. Zusätzlich gibt es einen Busersatzverkehr an Samstagen, Sonn- und Feiertagen durch Ruftaxis in Richtung Lauterschwan sowie Hinterweidenthal.
Schiene

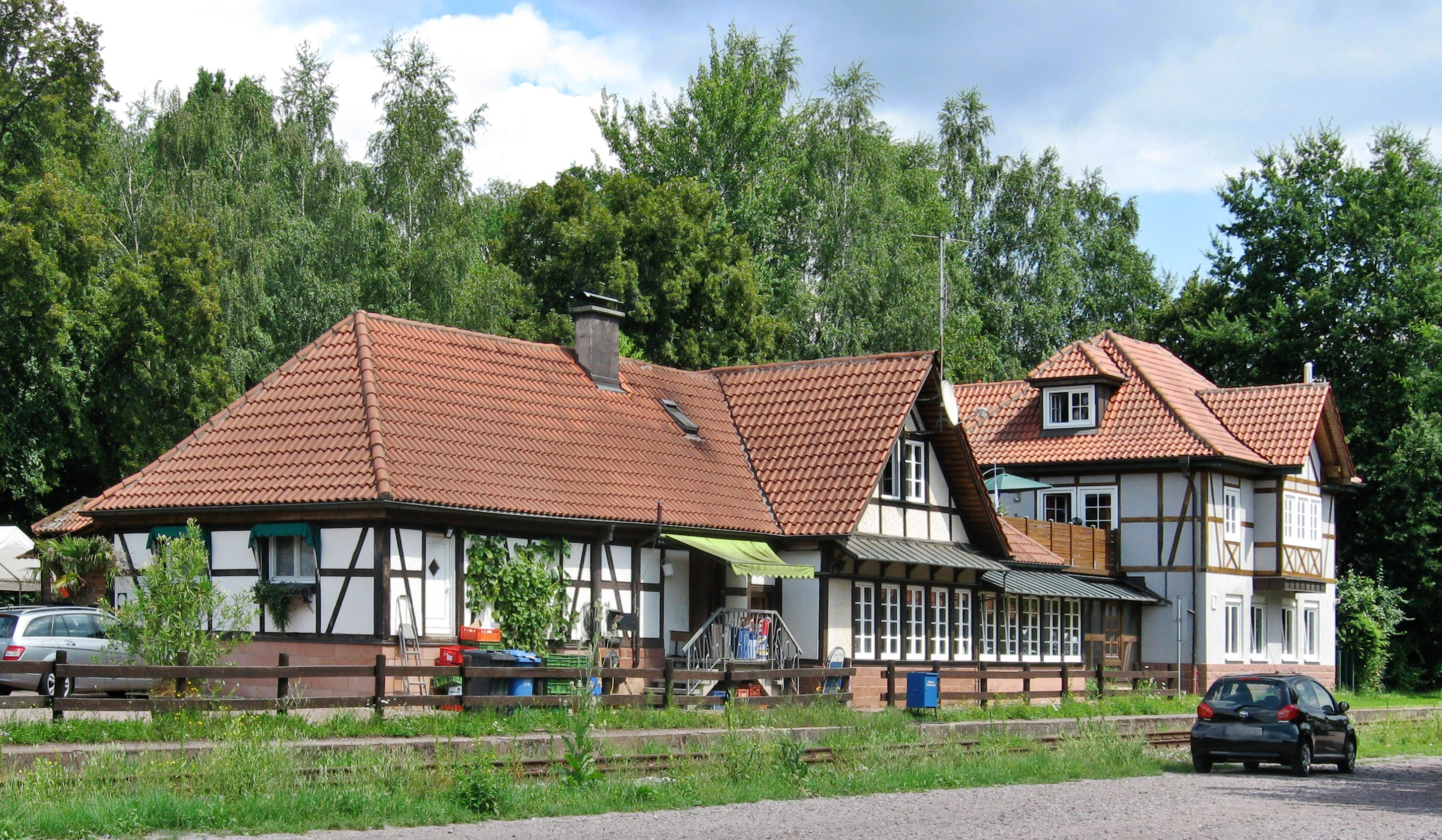
Bahnhof Busenberg-Schindhard auf Höhe des Dahner Stadtteils Reichenbach

Durch die 1911 eröffnete Wieslauterbahn, die in Hinterweidenthal an der Bahnstrecke Landau–Rohrbach beginnt und in Bundenthal-Rumbach endet, ist Schindhard an das Schienennetz angeschlossen. 1966 beziehungsweise 1976 wurde der Personenverkehr zunächst eingestellt, 1997 jedoch reaktiviert. Die Bahn verkehrt jedoch lediglich im Ausflugsverkehr während der Sommermonate (Mai bis Oktober) mittwochs, samstags und an Sonn- und Feiertagen sowie jährlich am Fastnachtssonntag zum Fastnachtsumzug und im November zum Martinimarkt in Dahn. Der Haltepunkt und frühere Bahnhof Busenberg-Schindhard liegt auf der Gemarkung von Dahn auf Höhe von dessen Stadtteil Reichenbach und befindet sich 1 km vor Schindhard neben der B 427.

### Tourismus
Durch Schindhard führen der Klingbach-Radweg und der mit einem gelben Balken markierte Fernwanderweg Pirmasens–Belfort. Der Prädikatswanderweg Pfälzer Waldpfad streift den nördlichen Siedlungsrand. Zudem liegt die Gemeinde an einem Wanderweg, der ein mit einem gelb-roten Balken markiert ist. Der Premiumwanderweg Felsenland Sagenweg und der 24 km lange Busenberger Holzschuhpfad verlaufen ebenfalls teilweise über das Gemeindegebiet.

## Ehrenbürger
- Armin Egelhof (* 19. April 1926; † 2. Januar 2019)[13] war Lehrer an der örtlichen Grundschule von 1957 bis 1976 und wirkte jahrelang ehrenamtlich als Organist in der Kirche, beim Volksbildungswerk und bei der Pfarrbücherei.[14]